# Az Amerikai Egyesült Államok 116. kongresszusa
Az Amerikai Egyesült Államok 116. kongresszusa az Amerikai Egyesült Államok törvényhozásának gyűlése volt 2019. január 3-a és 2021. január 3-a között, Donald Trump elnökségének utolsó két évében. A Szenátusból és a Képviselőházból áll. 2014-ben megválasztott szenátorok ebben a kongresszusban fejezték be ciklusaikat.
A 2018. novemberi választásokon a Demokrata Párt nyerte el a többséget a Képviselőházban, míg a Republikánus Párt növelte többségét a Szenátusban. Ez volt az első kongresszus a 113. óta (2013-2015), amikor nem egy párt irányította a teljes törvényhozást, illetve az első alkalom, amikor a demokraták irányították a Képviselőházat és a republikánusok a Szenátust, 1987 óta.
2020. május 1-én Justin Amash lett az első képviselő William Carney óta (1985), aki nem az egyik nagy pártot képviselte, hanem a Libertárius Pártot. Amash csatlakozásáig független képviselő volt, miután elhagyta a Republikánus Pártot 2019 júliusában. 2020 decemberében Paul Mitchell szintén elhagyta a pártot.

## Fontos események

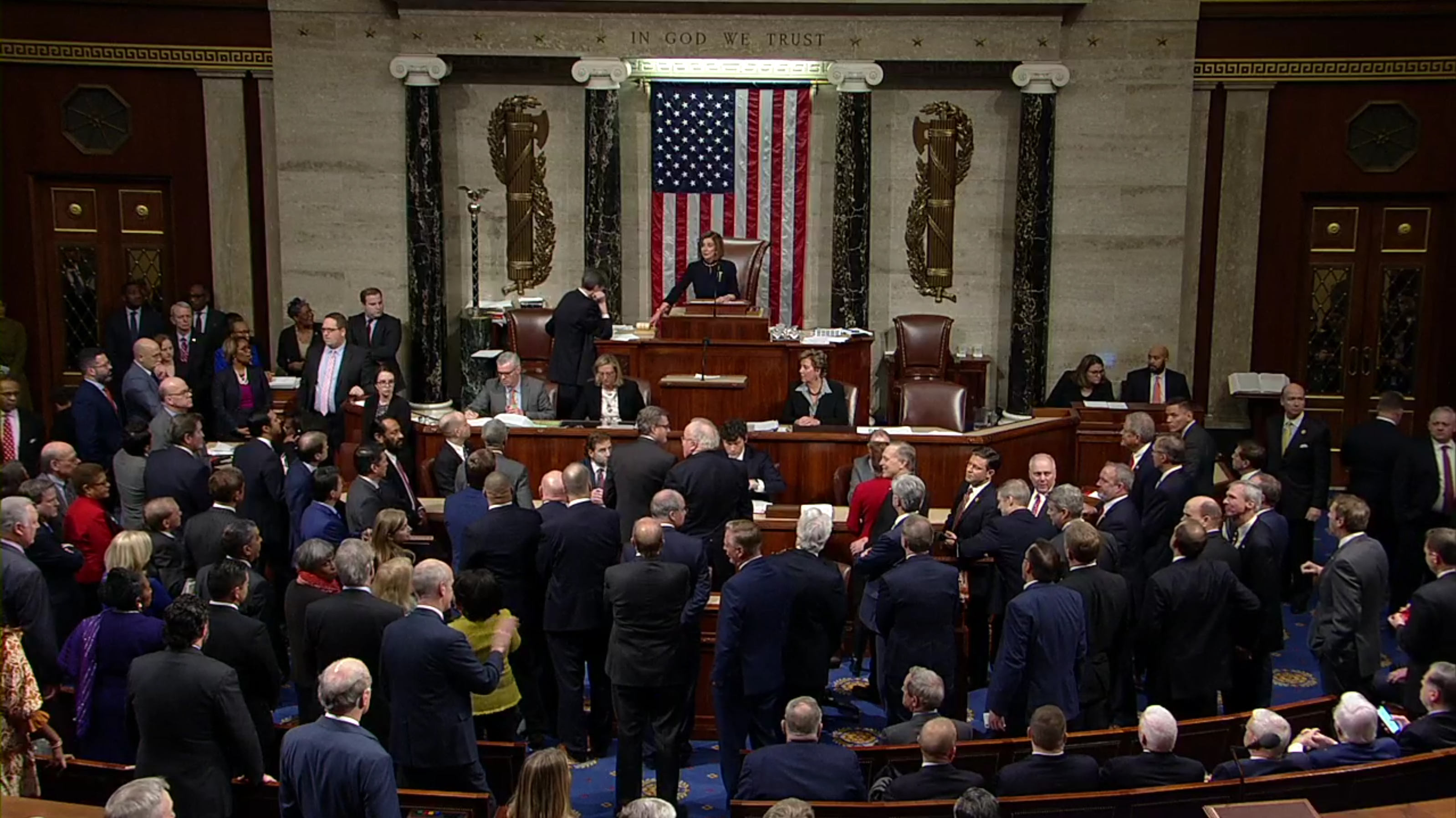
A Képviselőház elfogadja a Donald Trump közjogi felelősségre vonását

- 2018. december 22. – 2019. január 25.: Az Amerikai Egyesült Államok kormányának leállása.
- 2019. február 15.: Donald Trump szükségállapotot hirdetett ki.
- 2019. szeptember 24.: Donald Trump első közjogi felelősségre vonásával kapcsolatos tárgyalások megkezdődése, Ukrajna elnökével való kapcsolata és hatalommal való visszaélés vádjával.
- 2019. december 18.: a Képviselőház elfogadja Donald Trump közjogi felelősségre vonását
- 2020. március 11. – napjainkig: COVID-19-pandémia az Egyesült Államokban
- 2020. május 26. – 2020 ősze: tüntetések George Floyd halálát követően
- 2020. szeptember 30. – 2021. január 20.: COVID-19-kitörés a Fehér Házban
- 2020. október 26.: a Szenátus elfogadta Amy Coney Barrettet legfelsőbb bírói pozícióra
- 2020. november 3.: megtartották a 2020-as amerikai elnökválasztást, amelyen Joe Bident választották meg az Amerikai Egyesült Államok 46. elnökének és Kamala Harrist az ország 49. alelnökének, aki ezzel az első nő lett, aki betöltötte a pozíciót. A Demokrata Párt többséget szerzett a Képviselőházban, míg a Szenátusban a republikánusok 2021. január 5-ig tartották többségüket

## Vezetés

### Szenátus

A Szenátus eloszlása 2020. december 2-án

A szenátus üléseit hivatalosan az Egyesült Államok alelnöke vezeti (az alkotmány szerint az alelnöknek ez az egyetlen önálló szövetségi jogköre), aki szavazati joggal a szavazategyenlőség esetét leszámítva nem rendelkezik. Szavazategyenlőség esetén szabad döntési joga van bármelyik oldalt támogatni. Mivel az alelnök esetében előfordulhat akadályoztatás (ilyen például, ha a 25. alkotmánymódosítás szerint  az elnöki jogokat és kötelezettségeket ügyvezető elnökként ellátja) a szenátus  „ideiglenes” vezetésére bevezették a President Pro Tempore (korelnök) tisztségét. A korelnököt mindig a többségben lévő párt adja, s az egy évben születettek közül a legrégebben beiktatott szenátor tölti be ezt a tisztséget.
| Beosztás                                       | Párt | Személy | Személy        | Állama  | Hivatali ideje                      |
| ---------------------------------------------- | ---- | ------- | -------------- | ------- | ----------------------------------- |
| Az Egyesült Államok alelnöke A szenátus elnöke |      |         | Mike Pence     | Indiana | 2017. január 20. – 2021. január 20. |
| Korelnök (President Pro Tempore)               |      |         | Chuck Grassley | Iowa    | 2019. január 3. – 2021. január 20.  |

### Képviselőház

A Képviselőház eloszlása 2020. december 14-én

| Beosztás            | Párt | Személy | Személy      | Állama     | HIvatali ideje                    |
| ------------------- | ---- | ------- | ------------ | ---------- | --------------------------------- |
| Képviselőházi elnök |      |         | Nancy Pelosi | Kalifornia | 2019. január 3. - 2023. január 3. |

### Demokrata vezetés
Szenátus
| Pozíció           | Portré | Név           | Állam    |
| ----------------- | ------ | ------------- | -------- |
| Kisebbségi vezető |        | Chuck Schumer | New York |
| Kisebbségi whip   |        | Dick Durbin   | Illinois |

Képviselőház
| Pozíció         | Portré | Név         | Állam        |
| --------------- | ------ | ----------- | ------------ |
| Többségi vezető |        | Steny Hoyer | New York     |
| Többségi whip   |        | Jim Clyburn | Dél-Karolina |

### Republikánus vezetés
Szenátus
| Pozíció         | Portré | Név             | Állam      |
| --------------- | ------ | --------------- | ---------- |
| Többségi vezető |        | Mitch McConnell | Alabama    |
| Többségi whip   |        | John Thune      | Dél-Dakota |

Képviselőház
| Pozíció           | Portré | Név            | Állam      |
| ----------------- | ------ | -------------- | ---------- |
| Kisebbségi vezető |        | Kevin McCarthy | Kalifornia |
| Kisebbségi whip   |        | Steve Scalise  | Louisiana  |

## Pártok

### Szenátus
|                                       | Párt                                   | Párt         | Párt  | Összes | Betöltetlen |
| Demokrata                             | Független (a demokratákkal gyűlésezik) | Republikánus |       | Összes | Betöltetlen |
| ------------------------------------- | -------------------------------------- | ------------ | ----- | ------ | ----------- |
| Előző kongresszus vége                | 47                                     | 2            | 50    | 99     | 1           |
| 2019. január 3. (kongresszus kezdete) | 45                                     | 2            | 52    | 99     | 1           |
| 2019. január 8.                       | 45                                     | 2            | 53    | 100    | 0           |
| 2019. december 31.                    | 45                                     | 2            | 52    | 99     | 1           |
| 2020. január 6.                       | 45                                     | 2            | 53    | 100    | 0           |
| 2020. december 2.                     | 46                                     | 2            | 52    | 100    | 0           |
| Szavazatok eloszlása                  | 48.0%                                  | 48.0%        | 52.0% |        |             |
| Következő kongresszus kezdete         | 46                                     | 2            | 51    | 99     | 1           |

### Képviselőház
|                                       | Párt      | Párt        | Párt         | Párt  | Összes | Betöltetlen |
| Demokrata                             | Független | Libertárius | Republikánus |       | Összes | Betöltetlen |
| ------------------------------------- | --------- | ----------- | ------------ | ----- | ------ | ----------- |
| Előző kongresszus vége                | 196       | 0           | 0            | 236   | 432    | 3           |
| 2019. január 3. (kongresszus kezdete) | 235       | 0           | 0            | 199   | 434    | 1           |
| 2019. január 23.                      | 235       | 0           | 0            | 198   | 433    | 2           |
| 2019. február 10.                     | 235       | 0           | 0            | 197   | 432    | 3           |
| 2019. május 21.                       | 235       | 0           | 0            | 198   | 433    | 2           |
| 2019. július 4.                       | 235       | 1           | 0            | 197   | 433    | 2           |
| 2019. szeptember 10.                  | 235       | 1           | 0            | 199   | 435    | 0           |
| 2019. szeptember 23.                  | 235       | 1           | 0            | 198   | 434    | 1           |
| 2019. október 1.                      | 235       | 1           | 0            | 197   | 433    | 2           |
| 2019. október 17.                     | 234       | 1           | 0            | 197   | 432    | 3           |
| 2019. november 3.                     | 233       | 1           | 0            | 197   | 431    | 4           |
| 2019. december 19.                    | 232       | 1           | 0            | 198   | 431    | 4           |
| 2020. január 13.                      | 232       | 1           | 0            | 197   | 430    | 5           |
| 2020. március 30.                     | 232       | 1           | 0            | 196   | 429    | 6           |
| 2020. április 29.                     | 233       | 1           | 0            | 196   | 430    | 5           |
| 2020. május 1.                        | 233       | 0           | 1            | 196   | 430    | 5           |
| 2020. május 12.                       | 233       | 0           | 1            | 198   | 432    | 3           |
| 2020. május 22.                       | 233       | 0           | 1            | 197   | 431    | 4           |
| 2020. június 23.                      | 233       | 0           | 1            | 198   | 432    | 3           |
| 2020. július 17.                      | 232       | 0           | 1            | 198   | 431    | 4           |
| 2020. október 4.                      | 232       | 0           | 1            | 197   | 430    | 5           |
| 2020. december 1.                     | 233       | 0           | 1            | 197   | 431    | 4           |
| 2020. december 7.                     | 233       | 0           | 1            | 196   | 430    | 5           |
| 2020. december 14.                    | 233       | 1           | 1            | 195   | 430    | 5           |
| Szavazatok eloszlása                  | 54.2%     | 0.2%        | 0.2%         | 45.3% |        |             |
| Szavazatjoggal nem rendelkező tagok   | 3         | 1           | 0            | 2     | 6      | 0           |
| Következő kongresszus kezdete         | 222       | 0           | 0            | 211   | 433    | 2           |

## Szenátorok listája
| Állam           | Portré | Szenátor                             | Párt | Korábbi politikai pozíciók | Hivatal kezdete    | Ciklus vége |
| --------------- | ------ | ------------------------------------ | ---- | --- | ------------------ | ----------- |
| Alabama         |        | Richard Shelby                       |      | Az Amerikai Egyesült Államok Képviselőházának tagja Alabama szenátusának tagja | 1987. január 3.    | 2022        |
| Alabama         |        | Doug Jones                           |      | Alabama körzeti ügyésze | 2018. január 3.    | 2021        |
| Alaszka         |        | Lisa Murkowski                       |      | Alaszka Képviselőházának tagja | 2002. december 20. | 2022        |
| Alaszka         |        | Dan Sullivan                         |      | Alaszka legfőbb bírója | 2015. január 3.    | 2026        |
| Arizona         |        | Kyrsten Sinema                       |      | Az Amerikai Egyesült Államok Képviselőházának tagja Arizona szenátusának tagja Arizona Képviselőházának tagja                                                                                | 2019. január 3.    | 2024        |
| Arizona         |        | Martha McSally (2020. december 2-ig) |      | Az Amerikai Egyesült Államok Képviselőházának tagja | 2019. január 3.    | 2020        |
| Arizona         |        | Mark Kelly (2020. december 2-től)    |      | Nem volt korábbi politikai pozíciója | 2020. december 2.  | 2022        |
| Arkansas        |        | John Boozman                         |      | Az Amerikai Egyesült Államok Képviselőházának tagja Rogers Public Schools Board | 2011. január 3.    | 2022        |
| Arkansas        |        | Tom Cotton                           |      | Az Amerikai Egyesült Államok Képviselőházának tagja | 2015. január 3.    | 2026        |
| Colorado        |        | Michael Bennet                       |      | Denveri iskolák Főfelügyelője Denver polgármesterének kabinetfőnöke | 2009. január 21.   | 2022        |
| Colorado        |        | Cory Gardner                         |      | Az Amerikai Egyesült Államok Képviselőházának tagja Colorado Képviselőházának tagja | 2015. január 3.    | 2021        |
| Connecticut     |        | Richard Blumenthal                   |      | Connecticut legfelsőbb ügyésze Connecticut szenátusának tagja Connecticut képviselőházának tagja Az Amerikai Egyesült Államok ügyésze                                                        | 2011. január 3.    | 2022        |
| Connecticut     |        | Chris Murphy                         |      | Az Amerikai Egyesült Államok Képviselőházának tagja Connecticut szenátusának tagja Connecticut képviselőházának tagja                                                                        | 2013. január 3.    | 2024        |
| Delaware        |        | Tom Carper                           |      | Delaware kormányzója Az Amerikai Egyesült Államok Képviselőházának tagja Delaware kincstárnoka                                                                                               | 2001. január 3.    | 2024        |
| Delaware        |        | Chris Coons                          |      | New Castle megye adminisztrációjának tagja New Castle megyei tanácsának tagja | 2010. november 10. | 2026        |
| Dél-Karolina    |        | Lindsey Graham                       |      | Az Amerikai Egyesült Államok Képviselőházának tagja Dél-Karolina képviselőházának tagja | 2003. január 3.    | 2026        |
| Dél-Karolina    |        | Tim Scott                            |      | Az Amerikai Egyesült Államok Képviselőházának tagja Dél-Karolina képviselőházának tagja | 2013. január 3.    | 2022        |
| Dél-Dakota      |        | John Thune                           |      | Az Amerikai Egyesült Államok Képviselőházának tagja Dél-Dakota-i Republikánus Párt vezetője                                                                                                  | 2005. január 3.    | 2022        |
| Dél-Dakota      |        | Mike Rounds                          |      | Dél-Dakota kormányzója Dél-Dakota szenátusának tagja | 2015. január 3.    | 2026        |
| Észak-Karolina  |        | Richard Burr                         |      | Az Amerikai Egyesült Államok Képviselőházának tagja | 2005. január 3.    | 2022        |
| Észak-Karolina  |        | Thom Tillis                          |      | Észak-Karolina Képviselőházának elnöke | 2015. január 3.    | 2026        |
| Észak-Dakota    |        | John Hoeven                          |      | Észak-Dakota kormányzója | 2011. január 3.    | 2022        |
| Észak-Dakota    |        | Kevin Cramer                         |      | Az Amerikai Egyesült Államok Képviselőházának tagja Észak-Dakota közhivatali biztosa | 2019. január 3.    | 2024        |
| Florida         |        | Marco Rubio                          |      | Florida Képviselőházának elnöke West Miami City bizottságának tagja | 2011. január 3.    | 2022        |
| Florida         |        | Rick Scott                           |      | Florida kormányzója | 2019. január 8.    | 2024        |
| Georgia         |        | Johnny Isakson (2020. január 6-ig)   |      | Az Amerikai Egyesült Államok Képviselőházának tagja Georgia Szenátusának tagja Georgia Képviselőházának tagja                                                                                | 2005. január 3.    | 2020        |
| Georgia         |        | Kelly Loeffler (2020. január 6-tól)  |      | Nem volt korábbi politikai pozíciója | 2020. január 6.    | 2021        |
| Georgia         |        | David Perdue                         |      | Nem volt korábbi politikai pozíciója | 2015. január 3.    | 2021        |
| Hawaii          |        | Brian Schatz                         |      | Hawaii helyettes kormányzója Hawaii Képviselőházának tagja | 2012. december 26. | 2022        |
| Hawaii          |        | Mazie Hirono                         |      | Az Amerikai Egyesült Államok Képviselőházának tagja Hawaii helyettes kormányzója Hawaii Képviselőházának tagja                                                                               | 2013. január 3.    | 2024        |
| Idaho           |        | Mike Crapo                           |      | Az Amerikai Egyesült Államok Képviselőházának tagja Idaho szenátusának tagja | 1999. január 3.    | 2022        |
| Idaho           |        | Jim Risch                            |      | Idaho kormányzója Idaho helyettes kormányzója Idaho szenátusának pro tempore elnöke | 2009. január 3.    | 2026        |
| Illinois        |        | Dick Durbin                          |      | Az Amerikai Egyesült Államok Képviselőházának tagja | 1997. január 3.    | 2026        |
| Illinois        |        | Tammy Duckworth                      |      | Az Amerikai Egyesült Államok Képviselőházának tagja Az Amerikai Egyesült Államok helyettes veteránügyi minisztere Illinois veteránügyi minisztere                                            | 2017. január 3.    | 2022        |
| Indiana         |        | Todd Young                           |      | Az Amerikai Egyesült Államok Képviselőházának tagja | 2017. január 3.    | 2022        |
| Indiana         |        | Mike Braun                           |      | Indiana Képviselőházának tagja Jasper megye iskolai igazgatóságának tagja | 2019. január 3.    | 2024        |
| Iowa            |        | Chuck Grassley                       |      | Az Amerikai Egyesült Államok Képviselőházának tagja Iowa Képviselőházának tagja | 1981. január 3.    | 2022        |
| Iowa            |        | Joni Ernst                           |      | Iowa szenátusának tagja | 2015. január 3.    | 2026        |
| Kalifornia      |        | Dianne Feinstein                     |      | San Francisco polgármestere San Francisco Felügyelőtanácsának tagja | 1992. november 10. | 2024        |
| Kalifornia      |        | Kamala Harris                        |      | Kalifornia legfőbb ügyésze San Francisco Főügyésze | 2017. január 3.    | 2021        |
| Kansas          |        | Jerry Moran                          |      | Az Amerikai Egyesült Államok Képviselőházának tagja Kansas szenátusának tagja | 2011. január 3.    | 2022        |
| Kansas          |        | Pat Roberts                          |      | Az Amerikai Egyesült Államok Képviselőházának tagja | 1997. január 3.    | 2021        |
| Kentucky        |        | Mitch McConnell                      |      | Az Amerikai Egyesült Államok Igazságügyi Minisztériumának törvényhozói irodája Jefferson megye bírója                                                                                        | 1985. január 3.    | 2026        |
| Kentucky        |        | Rand Paul                            |      | Nem volt korábbi politikai pozíciója | 2011. január 3.    | 2022        |
| Louisiana       |        | Bill Cassidy                         |      | Az Amerikai Egyesült Államok Képviselőházának tagja Louisiana szenátusának tagja | 2015. január 3.    | 2026        |
| Louisiana       |        | John Kennedy                         |      | Louisiana kincstárnoka Louisiana Bevételi Minisztériumának minisztere | 2017. január 3.    | 2022        |
| Maine           |        | Susan Collins                        |      | Maine helyettes kincstárnoka | 1997. január 3.    | 2026        |
| Maine           |        | Angus King                           | FÜGG | Maine kormányzója | 2013. január 3.    | 2024        |
| Maryland        |        | Ben Cardin                           |      | Az Amerikai Egyesült Államok Képviselőházának tagja Maryland delegátusi házának elnöke | 2007. január 3.    | 2024        |
| Maryland        |        | Chris Van Hollen                     |      | Az Amerikai Egyesült Államok Képviselőházának tagja Maryland Közgyűlésének tagja | 2017. január 3.    | 2022        |
| Massachusetts   |        | Elizabeth Warren                     |      | COP-elnök Fogyasztóvédelmi Iroda tanácsadója | 2013. január 3.    | 2024        |
| Massachusetts   |        | Ed Markey                            |      | Az Amerikai Egyesült Államok Képviselőházának tagja Massachusetts Képviselőházának tagja | 2013. július 16.   | 2026        |
| Michigan        |        | Debbie Stabenow                      |      | Az Amerikai Egyesült Államok Képviselőházának tagja Michigan Képviselőházának tagja Michigan szenátusának tagja                                                                              | 2001. január 3.    | 2024        |
| Michigan        |        | Gary Peters                          |      | Az Amerikai Egyesült Államok Képviselőházának tagja Michigan szenátusának tagja | 2015. január 3.    | 2026        |
| Minnesota       |        | Amy Klobuchar                        |      | Hennepin megye ügyésze | 2007. január 3.    | 2024        |
| Minnesota       |        | Tina Smith                           |      | Minnesota helyettes kormányzója | 2018. január 3.    | 2026        |
| Mississippi     |        | Roger Wicker                         |      | Az Amerikai Egyesült Államok Képviselőházának tagja Mississippi szenátusának tagja | 2007. december 31. | 2024        |
| Mississippi     |        | Cindy Hyde-Smith                     |      | Mississippi Mezőgazdasági minisztere Mississippi szenátusának tagja | 2018. április 9.   | 2026        |
| Missouri        |        | Roy Blunt                            |      | Az Amerikai Egyesült Államok Képviselőházának tagja Missouri Külügyminisztere Greene megye hivatalnoka                                                                                       | 2011. január 3.    | 2022        |
| Missouri        |        | Josh Hawley                          |      | Missouri legfelsőbb ügyésze | 2019. január 3.    | 2024        |
| Montana         |        | Jon Tester                           |      | Montana szenátusának elnöke Big Sandy megye iskolai igazgatóságának tagja | 2007. január 3.    | 2024        |
| Montana         |        | Steve Daines                         |      | Az Amerikai Egyesült Államok Képviselőházának tagja | 2015. január 3.    | 2026        |
| Nebraska        |        | Deb Fischer                          |      | Nebraska törvényhozásának tagja | 2013. január 3.    | 2024        |
| Nebraska        |        | Ben Sasse                            |      | Planning and Evaluation (helyettes miniszter) | 2015. január 3.    | 2026        |
| Nevada          |        | Catherine Cortez Masto               |      | Nevada legfelsőbb ügyésze | 2017. január 3.    | 2022        |
| Nevada          |        | Jacky Rosen                          |      | Az Amerikai Egyesült Államok Képviselőházának tagja | 2019. január 3.    | 2024        |
| New Hampshire   |        | Jeanne Shaheen                       |      | New Hampshire kormányzója New Hampshire szenátusának tagja | 2009. január 3.    | 2026        |
| New Hampshire   |        | Maggie Hassan                        |      | New Hampshire kormányzója New Hampshire szenátusának tagja | 2017. január 3.    | 2022        |
| New Jersey      |        | Bob Menendez                         |      | Az Amerikai Egyesült Államok Képviselőházának tagja New Jersey közgyűlésének tagja New Jersey szenátusának tagja                                                                             | 2006. január 17.   | 2024        |
| New Jersey      |        | Cory Booker                          |      | Newark polgármestere Newark városi tanácsa | 2013. október 31.  | 2026        |
| New York        |        | Chuck Schumer                        |      | Az Amerikai Egyesült Államok Képviselőházának tagja New York állami közgyűlésének tagja | 1999. január 3.    | 2022        |
| New York        |        | Kirsten Gillibrand                   |      | Az Amerikai Egyesült Államok Képviselőházának tagja Az Amerikai Egyesült Államok Lakásügyi és városfejlesztési miniszterének tanácsadója                                                     | 2009. január 26.   | 2024        |
| Nyugat-Virginia |        | Joe Manchin                          |      | Nyugat-Virginia kormányzója Nyugat-Virginia külügyminisztere Nyugat-Virginia delegátusi házának tagja Nyugat-Virginia szenátusának tagja                                                     | 2010. november 15. | 2024        |
| Nyugat-Virginia |        | Shelley Moore Capito                 |      | Az Amerikai Egyesült Államok Képviselőházának tagja Nyugat-Virginia delegátusi házának tagja                                                                                                 | 2015. január 3.    | 2026        |
| Ohio            |        | Sherrod Brown                        |      | Az Amerikai Egyesült Államok Képviselőházának tagja Ohio külügyminisztere Ohio képviselőházának tagja                                                                                        | 2007. január 3.    | 2024        |
| Ohio            |        | Rob Portman                          |      | Az Amerikai Egyesült Államok Képviselőházának tagja Az Amerikai Egyesült Államok Külkereskedelmi képviselője Az Amerikai Egyesült Államok Menedzsment és költségvetési irodájának igazgatója | 2011. január 3.    | 2022        |
| Oklahoma        |        | Jim Inhofe                           |      | Az Amerikai Egyesült Államok Képviselőházának tagja Tulsa polgármestere Oklahoma szenátusának tagja Oklahoma képviselőházának tagja                                                          | 1994. november 16. | 2026        |
| Oklahoma        |        | James Lankford                       |      | Az Amerikai Egyesült Államok Képviselőházának tagja | 2015. január 3.    | 2022        |
| Oregon          |        | Ron Wyden                            |      | Az Amerikai Egyesült Államok Képviselőházának tagja | 1996. február 6.   | 2022        |
| Oregon          |        | Jeff Merkley                         |      | Oregon Képviselőházának elnöke | 2009. január 3.    | 2026        |
| Pennsylvania    |        | Bob Casey Jr.                        |      | Pennsylvania kincstárnoka Pennsylvania számvevője | 2007. január 3.    | 2024        |
| Pennsylvania    |        | Pat Toomey                           |      | Az Amerikai Egyesült Államok Képviselőházának tagja | 2011. január 3.    | 2022        |
| Rhode Island    |        | Jack Reed                            |      | Az Amerikai Egyesült Államok Képviselőházának tagja Rhode Island szenátusának tagja | 1997. január 3.    | 2026        |
| Rhode Island    |        | Sheldon Whitehouse                   |      | Rhode Islan legfelsőbb ügyésze Az Amerikai Egyesült Államok ügyésze | 2007. január 3.    | 2024        |
| Tennessee       |        | Marsha Blackburn                     |      | Az Amerikai Egyesült Államok Képviselőházának tagja Tennessee szenátusának tagja | 2019. január 3.    | 2024        |
| Tennessee       |        | Lamar Alexander                      |      | Az Amerikai Egyesült Államok 5. oktatási minisztere A Tennessee Egyetem elnöke Tennessee kormányzója                                                                                         | 2003. január 3.    | 2021        |
| Texas           |        | John Cornyn                          |      | San Antonio kerületi ügyésze Texas legfelsőbb ügyésze Texas legfelsőbb ügyészségének tagja                                                                                                   | 2002. december 2.  | 2026        |
| Texas           |        | Ted Cruz                             |      | U.S. Assoc. Deputy AG Texas Legfelsőbb államügyésze | 2013. január 3.    | 2024        |
| Új-Mexikó       |        | Martin Heinrich                      |      | Az Amerikai Egyesült Államok Képviselőházának tagja Albuquerque önkormányzatának tagja | 2013. január 3.    | 2024        |
| Új-Mexikó       |        | Tom Udall                            |      | Az Amerikai Egyesült Államok Képviselőházának tagja Új-Mexikó főügyésze | 2009. január 3.    | 2021        |
| Utah            |        | Mike Lee                             |      | Az Amerikai Egyesült Államok helyettes ügyésze | 2011. január 3.    | 2022        |
| Utah            |        | Mitt Romney                          |      | Massachusetts kormányzója | 2019. január 3.    | 2024        |
| Vermont         |        | Patrick Leahy                        |      | Vermont állami ügyésze | 1975. január 3.    | 2022        |
| Vermont         |        | Bernie Sanders                       | FÜGG | Az Amerikai Egyesült Államok Képviselőházának tagja Burlington polgármestere | 2007. január 3.    | 2024        |
| Virginia        |        | Mark Warner                          |      | Virginia kormányzója Virginiai Demokrata Párt igazgatója | 2009. január 3.    | 2026        |
| Virginia        |        | Tim Kaine                            |      | Virginia kormányzója Virginia helyettes kormányzója A Demokrata Nemzeti Bizottság igazgatója Richmond polgármestere                                                                          | 2013. január 3.    | 2024        |
| Washington      |        | Patty Murray                         |      | Washington szenátusának tagja | 1993. január 3.    | 2022        |
| Washington      |        | Maria Cantwell                       |      | Az Amerikai Egyesült Államok Képviselőházának tagja Washington képviselőházának tagja | 2001. január 3.    | 2024        |
| Wisconsin       |        | Ron Johnson                          |      | Nem volt korábbi politikai pozíciója | 2011. január 3.    | 2022        |
| Wisconsin       |        | Tammy Baldwin                        |      | Az Amerikai Egyesült Államok Képviselőházának tagja Wisconsin közgyűlésének tagja | 2013. január 3.    | 2024        |
| Wyoming         |        | John Barrasso                        |      | Wyoming szenátusának tagja | 2007. június 25.   | 2024        |
| Wyoming         |        | Mike Enzi                            |      | Wyoming szenátusának tagja Gillette polgármestere | 1997. január 3.    | 2021        |

## A Képviselőház tagjainak listája
Alabama
1. Bradley Byrne (R)
2. Martha Roby (R)
3. Mike Rogers (R)
4. Robert Aderholt (R)
5. Mo Brooks (R)
6. Gary Palmer (R)
7. Terri Sewell (D)

Alaszka
- Don Young (R)

Arizona
1. Tom O'Halleran (D)
2. Ann Kirkpatrick (D)
3. Raúl Grijalva (D)
4. Paul Gosar (R)
5. Andy Biggs (R)
6. David Schweikert (R)
7. Ruben Gallego (D)
8. Debbie Lesko (R)
9. Greg Stanton (D)

Arkansas
1. Rick Crawford (R)
2. French Hill (R)
3. Steve Womack (R)
4. Bruce Westerman (R)

Colorado
1. Diana DeGette (D)
2. Joe Neguse (D)
3. Scott Tipton (R)
4. Ken Buck (R)
5. Doug Lamborn (R)
6. Jason Crow (D)
7. Ed Perlmutter (D)

Connecticut
1. John B. Larson (D)
2. Joe Courtney (D)
3. Rosa DeLauro (D)
4. Jim Himes (D)
5. Jahana Hayes (D)

Delaware
- Lisa Blunt Rochester (D)

Dél-Dakota
- Dusty Johnson (R)

Dél-Karolina
1. Joe Cunningham (D)
2. Joe Wilson (R)
3. Jeff Duncan (R)
4. William Timmons (R)
5. Ralph Norman (R)
6. Jim Clyburn (D)
7. Tom Rice (R)

Észak-Dakota
- Kelly Armstrong (R)

Észak-Karolina
1. G. K. Butterfield (D)
2. George Holding (R)
3. Walter B. Jones Jr. (R) (2019. február 10-ig)
  - Greg Murphy (R) (2019. szeptember 10-től)
4. David Price (D)
5. Virginia Foxx (R)
6. Mark Walker (R)
7. David Rouzer (R)
8. Richard Hudson (R)
9. Dan Bishop (R) (2019. szeptember 10-től)
10. Patrick McHenry (R)
11. Mark Meadows (R) (2020. március 30-ig)
  - Betöltetlen
12. Alma Adams (D)
13. Ted Budd (R)

Florida
1. Matt Gaetz (R)
2. Neal Dunn (R)
3. Ted Yoho (R)
4. John Rutherford (R)
5. Al Lawson (D)
6. Michael Waltz (R)
7. Stephanie Murphy (D)
8. Bill Posey (R)
9. Darren Soto (D)
10. Val Demings (D)
11. Daniel Webster (R)
12. Gus Bilirakis (R)
13. Charlie Crist (D)
14. Kathy Castor (D)
15. Ross Spano (R)
16. Vern Buchanan (R)
17. Greg Steube (R)
18. Brian Mast (R)
19. Francis Rooney (R)
20. Alcee Hastings (D)
21. Lois Frankel (D)
22. Ted Deutch (D)
23. Debbie Wasserman Schultz (D)
24. Frederica Wilson (D)
25. Mario Díaz-Balart (R)
26. Debbie Mucarsel-Powell (D)
27. Donna Shalala (D)

Georgia
1. Buddy Carter (R)
2. Sanford Bishop (D)
3. Drew Ferguson (R)
4. Hank Johnson (D)
5. John Lewis (D) (2020. július 17-ig)
  - Kwanza Hall (D) (2020. december 1-től)
6. Lucy McBath (D)
7. Rob Woodall (R)
8. Austin Scott (R)
9. Doug Collins (R)
10. Jody Hice (R)
11. Barry Loudermilk (R)
12. Rick W. Allen (R)
13. David Scott (D)
14. Tom Graves (R) (2020. október 4.)
  - Betöltetlen

Hawaii
1. Ed Case (D)
2. Tulsi Gabbard (D)

Idaho
1. Russ Fulcher (R)
2. Mike Simpson (R)

Illinois
1. Bobby Rush (D)
2. Robin Kelly (D)
3. Dan Lipinski (D)
4. Jesús García (D)
5. Mike Quigley (D)
6. Sean Casten (D)
7. Danny K. Davis (D)
8. Raja Krishnamoorthi (D)
9. Jan Schakowsky (D)
10. Brad Schneider (D)
11. Bill Foster (D)
12. Mike Bost (R)
13. Rodney Davis (R)
14. Lauren Underwood (D)
15. John Shimkus (R)
16. Adam Kinzinger (R)
17. Cheri Bustos (D)
18. Darin LaHood (R)

Indiana
1. Pete Visclosky (D)
2. Jackie Walorski (R)
3. Jim Banks (R)
4. Jim Baird (R)
5. Susan Brooks (R)
6. Greg Pence (R)
7. André Carson (D)
8. Larry Bucshon (R)
9. Trey Hollingsworth (R)

Iowa
1. Abby Finkenauer (D)
2. Dave Loebsack (D)
3. Cindy Axne (D)
4. Steve King (R)

Kalifornia
1. Doug LaMalfa (R)
2. Jared Huffman (D)
3. John Garamendi (D)
4. Tom McClintock (R)
5. Mike Thompson (D)
6. Doris Matsui (D)
7. Ami Bera (D)
8. Paul Cook (R) (2020. december 7-ig)
  - Betöltetlen
9. Jerry McNerney (D)
10. Josh Harder (D)
11. Mark DeSaulnier (D)
12. Nancy Pelosi (D)
13. Barbara Lee (D)
14. Jackie Speier (D)
15. Eric Swalwell (D)
16. Jim Costa (D)
17. Ro Khanna (D)
18. Anna Eshoo (D)
19. Zoe Lofgren (D)
20. Jimmy Panetta (D)
21. TJ Cox (D)
22. Devin Nunes (R)
23. Kevin McCarthy (R)
24. Salud Carbajal (D)
25. Katie Hill (D) (2019. november 3-ig)
  - Mike Garcia (R) (2019. november 3-tól)
26. Julia Brownley (D)
27. Judy Chu (D)
28. Adam Schiff (D)
29. Tony Cárdenas (D)
30. Brad Sherman (D)
31. Pete Aguilar (D)
32. Grace Napolitano (D)
33. Ted Lieu (D)
34. Jimmy Gomez (D)
35. Norma Torres (D)
36. Raul Ruiz (D)
37. Karen Bass (D)
38. Linda Sánchez (D)
39. Gil Cisneros (D)
40. Lucille Roybal-Allard (D)
41. Mark Takano (D)
42. Ken Calvert (R)
43. Maxine Waters (D)
44. Nanette Barragán (D)
45. Katie Porter (D)
46. Lou Correa (D)
47. Alan Lowenthal (D)
48. Harley Rouda (D)
49. Mike Levin (D)
50. Duncan D. Hunter (R) (2020. január 13-ig)
  - Betöltetlen
51. Juan Vargas (D)
52. Scott Peters (D)
53. Susan Davis (D)

Kansas
1. Roger Marshall (R)
2. Steve Watkins (R)
3. Sharice Davids (D)
4. Ron Estes (R)

Kentucky
1. James Comer (R)
2. Brett Guthrie (R)
3. John Yarmuth (D)
4. Thomas Massie (R)
5. Hal Rogers (R)
6. Andy Barr (R)

Louisiana
1. Steve Scalise (R)
2. Cedric Richmond (D)
3. Clay Higgins (R)
4. Mike Johnson (R)
5. Ralph Abraham (R)
6. Garret Graves (R)

Maine
1. Chellie Pingree (D)
2. Jared Golden (D)

Maryland
1. Andy Harris (R)
2. Dutch Ruppersberger (D)
3. John Sarbanes (D)
4. Anthony G. Brown (D)
5. Steny Hoyer (D)
6. David Trone (D)
7. Elijah Cummings (D) (2019. október 17.)
  - Kweisi Mfume (D) (2020. április 28-tól)
8. Jamie Raskin (D)

Massachusetts
1. Richard Neal (D)
2. Jim McGovern (D)
3. Lori Trahan (D)
4. Joe Kennedy III (D)
5. Katherine Clark (D)
6. Seth Moulton (D)
7. Ayanna Pressley (D)
8. Stephen F. Lynch (D)
9. Bill Keating (D)

Michigan
1. Jack Bergman (R)
2. Bill Huizenga (R)
3. Justin Amash (R, majd F, majd L)
4. John Moolenaar (R)
5. Dan Kildee (D)
6. Fred Upton (R)
7. Tim Walberg (R)
8. Elissa Slotkin (D)
9. Andy Levin (D)
10. Paul Mitchell (R, majd F)
11. Haley Stevens (D)
12. Debbie Dingell (D)
13. Rashida Tlaib (D)
14. Brenda Lawrence (D)

Minnesota
1. Jim Hagedorn (R)
2. Angie Craig (D – DFL)
3. Dean Phillips (D – DFL)
4. Betty McCollum (D – DFL)
5. Ilhan Omar (D – DFL)
6. Tom Emmer (R)
7. Collin Peterson (D – DFL)
8. Pete Stauber (R)

Mississippi
1. Trent Kelly (R)
2. Bennie Thompson (D)
3. Michael Guest (R)
4. Steven Palazzo (R)

Missouri
1. Lacy Clay (D)
2. Ann Wagner (R)
3. Blaine Luetkemeyer (R)
4. Vicky Hartzler (R)
5. Emanuel Cleaver (D)
6. Sam Graves (R)
7. Billy Long (R)
8. Jason Smith (R)

Montana
- Greg Gianforte (R)

Nebraska
1. Jeff Fortenberry (R)
2. Don Bacon (R)
3. Adrian Smith (R)

Nevada
1. Dina Titus (D)
2. Mark Amodei (R)
3. Susie Lee (D)
4. Steven Horsford (D)

New Hampshire
1. Chris Pappas (D)
2. Ann McLane Kuster (D)

New Jersey
1. Donald Norcross (D)
2. Jeff Van Drew (D, majd R)
3. Andy Kim (D)
4. Chris Smith (R)
5. Josh Gottheimer (D)
6. Frank Pallone (D)
7. Tom Malinowski (D)
8. Albio Sires (D)
9. Bill Pascrell (D)
10. Donald Payne Jr. (D)
11. Mikie Sherrill (D)
12. Bonnie Watson Coleman (D)

New York
1. Lee Zeldin (R)
2. Peter T. King (R)
3. Thomas Suozzi (D)
4. Kathleen Rice (D)
5. Gregory Meeks (D)
6. Grace Meng (D)
7. Nydia Velázquez (D)
8. Hakeem Jeffries (D)
9. Yvette Clarke (D)
10. Jerry Nadler (D)
11. Max Rose (D)
12. Carolyn Maloney (D)
13. Adriano Espaillat (D)
14. Alexandria Ocasio-Cortez (D)
15. José E. Serrano (D)
16. Eliot Engel (D)
17. Nita Lowey (D)
18. Sean Patrick Maloney (D)
19. Antonio Delgado (D)
20. Paul Tonko (D)
21. Elise Stefanik (R)
22. Anthony Brindisi (D)
23. Tom Reed (R)
24. John Katko (R)
25. Joseph Morelle (D)
26. Brian Higgins (D)
27. Chris Collins (R) (2019. október 1-ig)
  - Chris Jacobs (R) (2020. június 23-tól)

Nyugat-Virginia
1. David McKinley (R)
2. Alex Mooney (R)
3. Carol Miller (R)

Ohio
1. Steve Chabot (R)
2. Brad Wenstrup (R)
3. Joyce Beatty (D)
4. Jim Jordan (R)
5. Bob Latta (R)
6. Bill Johnson (R)
7. Bob Gibbs (R)
8. Warren Davidson (R)
9. Marcy Kaptur (D)
10. Mike Turner (R)
11. Marcia Fudge (D)
12. Troy Balderson (R)
13. Tim Ryan (D)
14. David Joyce (R)
15. Steve Stivers (R)
16. Anthony Gonzalez (R)

Oklahoma
1. Kevin Hern (R)
2. Markwayne Mullin (R)
3. Frank Lucas (R)
4. Tom Cole (R)
5. Kendra Horn (D)

Oregon
1. Suzanne Bonamici (D)
2. Greg Walden (R)
3. Earl Blumenauer (D)
4. Peter DeFazio (D)
5. Kurt Schrader (D)

Pennsylvania
1. Brian Fitzpatrick (R)
2. Brendan Boyle (D)
3. Dwight Evans (D)
4. Madeleine Dean (D)
5. Mary Gay Scanlon (D)
6. Chrissy Houlahan (D)
7. Susan Wild (D)
8. Matt Cartwright (D)
9. Dan Meuser (R)
10. Scott Perry (R)
11. Lloyd Smucker (R)
12. Tom Marino (R) (2019. január 23-ig)
  - Fred Keller (R) (2019. május 21-től)
13. John Joyce (R)
14. Guy Reschenthaler (R)
15. Glenn Thompson (R)
16. Mike Kelly (R)
17. Conor Lamb (D)
18. Mike Doyle (D)

Rhode Island
1. David Cicilline (D)
2. James Langevin (D)

Tennessee
1. Phil Roe (R)
2. Tim Burchett (R)
3. Chuck Fleischmann (R)
4. Scott DesJarlais (R)
5. Jim Cooper (D)
6. John Rose (R)
7. Mark E. Green (R)
8. David Kustoff (R)
9. Steve Cohen (D)

Texas
1. Louie Gohmert (R)
2. Dan Crenshaw (R)
3. Van Taylor (R)
4. John Ratcliffe (R) (2020. május 22-ig)
  - Betöltetlen
5. Lance Gooden (R)
6. Ron Wright (R)
7. Lizzie Fletcher (D)
8. Kevin Brady (R)
9. Al Green (D)
10. Michael McCaul (R)
11. Mike Conaway (R)
12. Kay Granger (R)
13. Mac Thornberry (R)
14. Randy Weber (R)
15. Vicente Gonzalez (D)
16. Veronica Escobar (D)
17. Bill Flores (R)
18. Sheila Jackson Lee (D)
19. Jodey Arrington (R)
20. Joaquin Castro (D)
21. Chip Roy (R)
22. Pete Olson (R)
23. Will Hurd (R)
24. Kenny Marchant (R)
25. Roger Williams (R)
26. Michael C. Burgess (R)
27. Michael Cloud (R)
28. Henry Cuellar (D)
29. Sylvia Garcia (D)
30. Eddie Bernice Johnson (D)
31. John Carter (R)
32. Colin Allred (D)
33. Marc Veasey (D)
34. Filemon Vela Jr. (D)
35. Lloyd Doggett (D)
36. Brian Babin (R)

Új-Mexikó
1. Deb Haaland (D)
2. Xochitl Torres Small (D)
3. Ben Ray Luján (D)

Utah
1. Rob Bishop (R)
2. Chris Stewart (R)
3. John Curtis (R)
4. Ben McAdams (D)

Vermont
- Peter Welch (D)

Virginia
1. Rob Wittman (R)
2. Elaine Luria (D)
3. Bobby Scott (D)
4. Donald McEachin (D)
5. Denver Riggleman (R)
6. Ben Cline (R)
7. Abigail Spanberger (D)
8. Don Beyer (D)
9. Morgan Griffith (R)
10. Jennifer Wexton (D)
11. Gerry Connolly (D)

Washington
1. Suzan DelBene (D)
2. Rick Larsen (D)
3. Jaime Herrera Beutler (R)
4. Dan Newhouse (R)
5. Cathy McMorris Rodgers (R)
6. Derek Kilmer (D)
7. Pramila Jayapal (D)
8. Kim Schrier (D)
9. Adam Smith (D)
10. Denny Heck (D)

Wisconsin
1. Bryan Steil (R)
2. Mark Pocan (D)
3. Ron Kind (D)
4. Gwen Moore (D)
5. Jim Sensenbrenner (R)
6. Glenn Grothman (R)
7. Sean Duffy (R) 
  - Tom Tiffany (R) (2020. május 12.)
8. Mike Gallagher (R)

Wyoming
- Liz Cheney (R)

### Szavazatjoggal nem rendelkező tagok
- Amerikai Szamoa: Amata Coleman Radewagen (R)
- District of Columbia: Eleanor Holmes Norton (D)
- Guam: Michael San Nicolas (D)
- Észak-Mariana-szigetek Gregorio Sablan (F)
- Puerto Rico: Jenniffer González (R) (PNP)
- Virgin-szigetek: Stacey Plaskett (D)

Pártjelölések
- D: Demokrata Párt
- DFL: Demokrata–Gazda–Munkáspárt (Minnesota)
- F: Független
- L: Libertárius Párt
- R: Republikánus Párt
- PNP: Puerto Ricó-i Új-Progresszív Párt

## Tagsági változások

### Szenátus
| Állam   | Korábban betöltötte | Indok | Utód           | Utód beiktatása   |
| ------- | ------------------- | --- | -------------- | ----------------- |
| Florida | Betöltetlen         | Senator-elect chose to wait until finishing term as Governor of Florida.                                                                           | Rick Scott     | 2019. január 8.   |
| Georgia | Johnny Isakson      | A pozíciót korábban betöltő szenátor lemondott 2019. december 31-én. Az utódot a lemondás napján bejelentették.                                    | Kelly Loeffler | 2020. január 6.   |
| Arizona | Martha McSally      | A pozíciót korábban betöltő szenátor elvesztette a különleges választást, hogy befejezze ciklusát. Az utódot 2020. november 3-án választották meg. | Mark Kelly(D)  | 2020. december 2. |

### Képviselőház
| Kerület           | Korábban betöltötte    | Indok | Utód                                          | Utód beiktatsáa                               |
| ----------------- | ---------------------- | --- | --------------------------------------------- | --------------------------------------------- |
| Észak-Karolina 9  | Betöltetlen            | Betöltetlen a ciklus kezdete óta. Választási csalások vádja miatt nem tudták jóvá hagyni az eredményeket. 2019. szeptember 10-én tartottak rendkívüli választást.                            | Dan Bishop(R)                                 | 2019. szeptember 17.                          |
| Pennsylvania 12   | Tom Marino(R)          | A pozíciót korábban betöltő képviselő 2019. január 23-án lemondott, hogy a magánszektorban dolgozzon. 2019. május 21-én tartottak rendkívüli választást.                                     | Fred Keller(R)                                | 2019. június 3.                               |
| Észak-Karolina 3  | Walter B. Jones Jr.(R) | A pozíciót korábban betöltő képviselő 2019. február 10-én elhunyt. 2019. szeptember 10-én tartottak rendkívüli választást,                                                                   | Greg Murphy(R)                                | 2019. szeptember 17.                          |
| Michigan 3        | Justin Amash(R)        | A képviselő 2019. július 4-én pártot váltott. | Justin Amash(F)                               | 2019. július 4.                               |
| Wisconsin 7       | Sean Duffy(R)          | A pozíciót korábban betöltő képviselő 2019. szeptember 23-án lemondott. 2020. május 12-én tartottak rendkívüli választást.                                                                   | Tom Tiffany(R)                                | 2020. május 19.                               |
| New York 27       | Chris Collins(R)       | A pozíciót korábban betöltő képviselő 2019. október 1-én. 2020. június 23-án tartottak rendkívüli választást.                                                                                | Chris Jacobs(R)                               | 2020. július 21.                              |
| Maryland 7        | Elijah Cummings(D)     | A pozíciót korábban betöltő képviselő 2019. október 17-én elhunyt. 2020. április 28-án tartottak rendkívüli választást.                                                                      | Kweisi Mfume(D)                               | 2020. május 5.                                |
| Kalifornia 25     | Katie Hill(D)          | A pozíciót korábban betöltő képviselő 2019. november 3-án lemondott, miután megvádolták, hogy szexuális kapcsolatban volt munkatársával. 2020. március 3-án tartottak rendkívüli választást. | Mike Garcia(R)                                | 2020. május 19.                               |
| New Jersey 2      | Jeff Van Drew(D)       | A képviselő 2019. december 19-én pártot váltott. | Jeff Van Drew(R)                              | 2019. december 19.                            |
| Kalifornia 50     | Duncan D. Hunter(R)    | A pozíciót korábban betöltő képviselő 2020. január 13-án lemondott bűncselekménnyel kapcsolatos vádakat követően.                                                                            | Betöltetlen a következő kongresszus kezdetéig | Betöltetlen a következő kongresszus kezdetéig |
| Észak-Karolina 11 | Mark Meadows(R)        | A pozíciót korábban betöltő képviselő 2020. március 30-án lemondott, hogy Donald Trump kabinetfőnöke legyen.                                                                                 | Betöltetlen a következő kongresszus kezdetéig | Betöltetlen a következő kongresszus kezdetéig |
| Michigan 3        | Justin Amash(F)        | A képviselő 2020. május 1-én pártot váltott. | Justin Amash(L)                               | 2020. május 1.                                |
| Texas 4           | John Ratcliffe(R)      | A pozíciót korábban betöltő képviselő 2020. május 22-én lemondott, hogy a nemzeti hírszerzés elnöke legyen.                                                                                  | Betöltetlen a következő kongresszus kezdetéig | Betöltetlen a következő kongresszus kezdetéig |
| Georgia 5         | John Lewis(D)          | A pozíciót korábban betöltő képviselő 2020. július 17-én elhunyt. 2020. december 1-én tartottak rendkívüli választást.                                                                       | Kwanza Hall(D)                                | 2020. december 3.                             |
| Georgia 14        | Tom Graves(R)          | A pozíciót korábban betöltő képviselő 2020. október 4-én lemondott. | Betöltetlen a következő kongresszus kezdetéig | Betöltetlen a következő kongresszus kezdetéig |
| Kalifornia 8      | Paul Cook(R)           | A pozíciót korábban betöltő képviselő 2020. december 7-én lemondott, hogy politikai pozíciót töltsön be San Bernardino megyében.                                                             | Betöltetlen a következő kongresszus kezdetéig | Betöltetlen a következő kongresszus kezdetéig |
| Michigan 10       | Paul Mitchell(R)       | A képviselő pártot váltott 2020. december 14-én. | Paul Mitchell(F)                              | 2020. december 14.                            |

## Hivatalnokok
| Ház          | Pozíció                                               | Név                   | Jegyzet                                |
| ------------ | ----------------------------------------------------- | --------------------- | -------------------------------------- |
| Törvényhozás | A Capitolium építészmérnöke                           | Christine A. Merdon   | 2019. augusztus 17-ig                  |
| Törvényhozás | A Capitolium építészmérnöke                           | Thomas J. Carroll III | 2019. augusztus 17. – 2020. január 16. |
| Törvényhozás | A Capitolium építészmérnöke                           | Brett Blanton         | 2020. január 16-tól                    |
| Törvényhozás | A kongresszus kezelőorvosa                            | Brian P. Monahan      |                                        |
| Törvényhozás | Az Egyesült Államok számvevője                        | Gene Dodaro           |                                        |
| Törvényhozás | Költségvetési iroda igazgatója                        | Keith Hall            | 2019. május 1-ig                       |
| Törvényhozás | Költségvetési iroda igazgatója                        | Philip Swagel         | 2019. június 3-tól                     |
| Törvényhozás | A kongresszus könyvtárosa                             | Carla Diane Hayden    |                                        |
| Törvényhozás | Az Egyesült Államok kormányának kiadójának igazgatója | Betöltetlen           | Betöltetlen                            |
| Szenátus     | Lelkész                                               | Barry C. Black        | hetednapi adventista                   |
| Szenátus     | Kurátor                                               | Betty Koed            |                                        |
| Szenátus     | Jogász                                                | Elizabeth MacDonough  |                                        |
| Szenátus     | Titkár                                                | Julie E. Adams        |                                        |
| Szenátus     | Fegyveres ajtónálló                                   | Michael C. Stenger    |                                        |
| Szenátus     | Többségi titkár                                       | Laura Dove            | 2020 februárjáig                       |
| Szenátus     | Többségi titkár                                       | Robert Duncan         | 2020 februárjától                      |
| Szenátus     | Kisebbségi titkár                                     | Gary B. Myrick        |                                        |
| Képviselőház | Lelkész                                               | Patrick J. Conroy     | római katolikus                        |
| Képviselőház | Adminisztratív hivatalnok                             | Phil Kiko             |                                        |
| Képviselőház | Írnok                                                 | Karen L. Haas         | 2019. február 26-ig                    |
| Képviselőház | Írnok                                                 | Cheryl L. Johnson     | 2019. február 26-tól                   |
| Képviselőház | Történész                                             | Matthew Wasniewski    |                                        |
| Képviselőház | Főfelügyelő                                           | Michael Ptasienski    |                                        |
| Képviselőház | Jogász                                                | Thomas J. Wickham Jr. | 2020. szeptember 30-ig                 |
| Képviselőház | Jogász                                                | Jason A. Smith        | 2020. szeptember 30-tól                |
| Képviselőház | Jegyző                                                | Susan Cole            |                                        |
| Képviselőház | Jegyző                                                | Joseph Novotny        |                                        |
| Képviselőház | Fegyveres ajtónálló                                   | Paul D. Irving        |                                        |